# A13 (motorväg, Österrike)

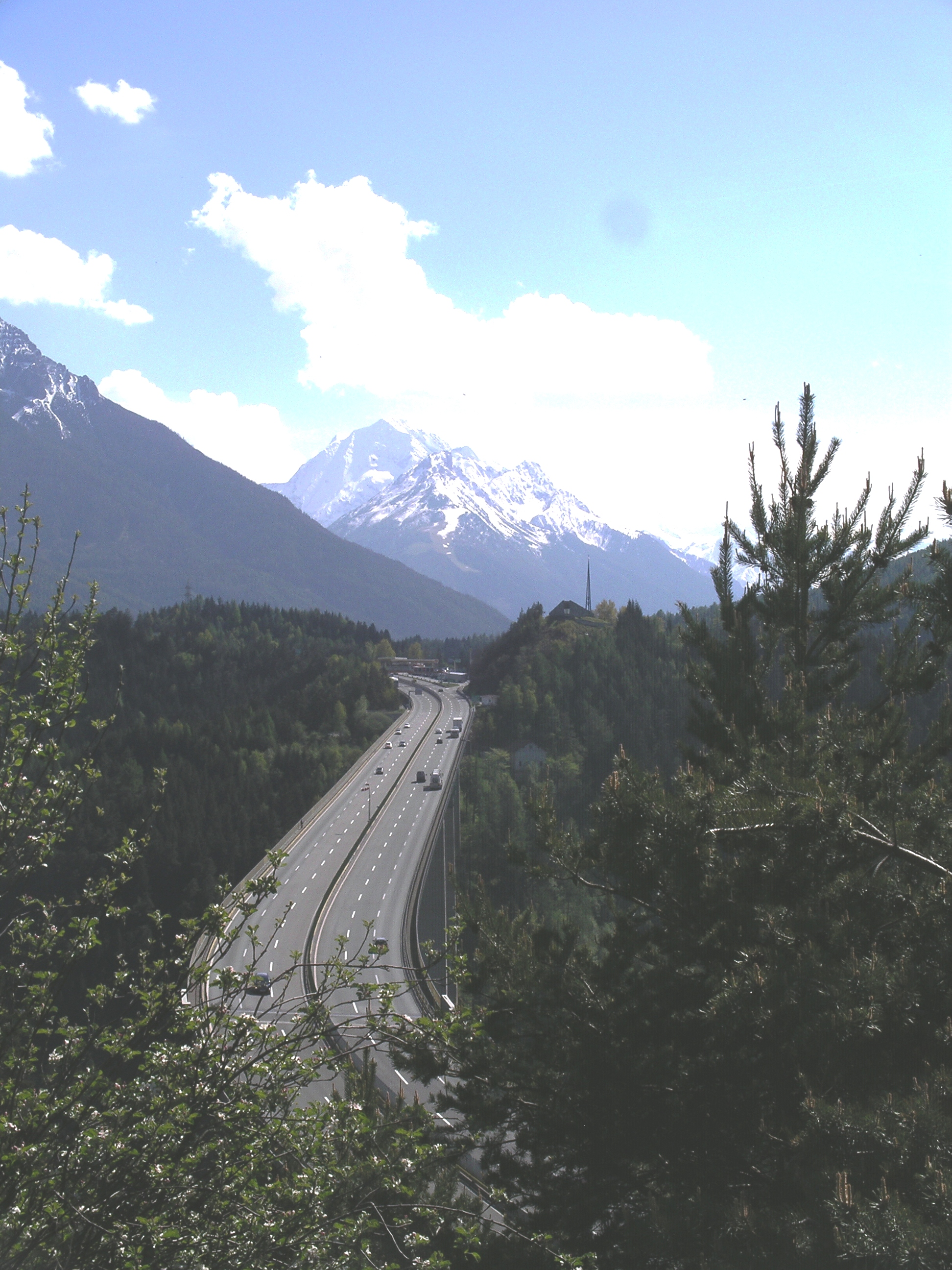

A13 är en motorväg i Österrike som går mellan Innsbruck och Brennerpasset och vidare till gränsen till Italien. Motorvägen går under namnet Brennermotorvägen och är en av Österrikes transitlänkar. Denna motorväg kan även användas för transittrafik som ska gå från Tyskland till Italien. Europaväg E45 följer vägen.
Längs sträckan finns följande broar på minst 500 m längd:
- Europabron (815 m lång) är den näst högsta bron (190 m) räknat över marken i Europa.
- Gschnitztalbron (674 m)
- Luegbron (1.804 m)

Vägen är avgiftsbelagd.